# Kiruhura (district)
Pour la ville, voir Kiruhura.
Le district de Kiruhura est un district du sud-ouest de l'Ouganda. Sa capitale est Kiruhura.